# 卡罗尔·拉姆布林诺
米尔恰·格里戈雷·卡罗尔·霍亨索伦（Mircea Grigore Carol Hohenzollern，1920年1月8日—2006年1月27日），出生于布加勒斯特。罗马尼亚的王子；卡罗尔·拉姆布林诺。是罗马尼亚国王卡罗尔二世的长子，与他第一任妻子Zizi Lambrino所生，也是罗马尼亚国王米哈伊一世的异母哥哥。